# Олимпијска дворана Инзбрук
Олимпијска дворана Инзбрук је вишенаменска дворана у Инзбруку, Аустрија. Дворана је отворена 1963. године. Током Зимских олимпијских игара 1964. године била је домаћин такмичењу у уметничком клизању и хокеју на леду. Дванаест година касније је угостила исте спортове на олимпијским играма.
За потребе Светског првенства у хокеју на леду 2005. године је изграђена и мања дворана капацитета око 3.200 седећих места. Капацитет велике олимпијске дворане је око 7.800 места. У малој хали хокејашки клуб Инзбрук игра своје утакмице као домаћин.
Неки од извођача који су наступали у овој дворани су: Ролингстонси, Тина Тарнер, Dire Straits, Simply Red, Стинг, Iron Maiden, Лени Кравиц, Ђана Нанини, Wolfgang Ambros, Marilyn Manson, Rainhard Fendrich као и многи други.